# Felix Langer (General)
Felix Hugo Theodor Langer (* 25. März 1859 in Ratibor; † 27. Januar 1940 in Göttingen) war ein deutscher General der Infanterie.

## Leben
Langer trat am 1. März 1879 als Fahnenjunker in das 4. Rheinische Infanterie-Regiment Nr. 30 der Preußischen Armee ein, wo er am 16. Oktober 1879 zum Fähnrich ernannt und am 14. Oktober 1880 zum Sekondeleutnant befördert wurde. Ab 21. Januar 1885 fungierte er als Adjutant des II. Bataillons und ab 2. August 1888 hatte er die Position des Regimentsadjutants inne. Als Premierleutnant (seit 15. Oktober 1889) erfolgte vom 18. Juni 1891 bis 26. Januar 1895 seine Versetzung als Adjutant zur 12. Infanterie-Brigade und seine zwischenzeitliche Beförderung zum Hauptmann am 27. Januar 1894. Langer war anschließend bis 21. Juli 1900 Kompaniechef im Infanterie-Regiment „Herzog Karl von Mecklenburg-Strelitz“ (6. Ostpreußisches) Nr. 43 und wurde dann Adjutant der 1. Division. Unter gleichzeitiger Beförderung zum Major erfolgte am 19. September 1909 die Versetzung in das 9. Westpreußische Infanterie-Regiment Nr. 176. Ab 21. April 1911 war er Kommandeur des Colbergschen Grenadier-Regiments „Graf Gneisenau“ (2. Pommersches) Nr. 9 in Stargard in Pommern. Anschließend führte er ab 22. April 1914 unter gleichzeitiger Beförderung zum Generalmajor die 54. Infanterie-Brigade (4. Königlich Württembergische) in Ulm.
Diese Kommando behielt Langer mit Ausbruch des Ersten Weltkriegs bei und wurde im Verbund mit der 5. Armee an der Westfront eingesetzt. Vom 2. Januar 1915 bis 21. April 1916 fungierte er als Kommandeur der 242. Infanterie-Brigade und übernahm dann die 51. Reserve-Division. Vier Monate später erhielt er das Kommando über die 28. Division. Am 29. Februar 1918 wurde Langer mit der Führung des XXIV. Reserve-Korps beauftragt und wurde am 7. November 1918 mit dem Eichenlaub zum Pour le Mérite für die Abwehrkämpfe zwischen Reims und Verdun ausgezeichnet. Den Pour le Mérite hatte er bereits am 8. Oktober 1917 erhalten. Nach Kriegsende und Rückkehr in die Heimat wurde Langer am 10. Januar 1919 als Offizier von der Armee zunächst zur Verfügung gestellt, am 20. März 1919 aus der Armee verabschiedet und in den Ruhestand versetzt.
Langer erhielt am 27. August 1939, dem sogenannten Tannenbergtag, den Charakter als General der Infanterie verliehen.